# استیسی توماس
استیسی توماس (انگلیسی: Stacey Thomas؛ زادهٔ ۲۹ اوت ۱۹۷۸) بازیکن بسکتبال اهل ایالات متحده آمریکا است.
از باشگاه‌هایی که در آن بازی کرده‌است می‌توان به فینکس مرکوری اشاره کرد.